# Haematoxylum
Haematoxylum és un gèneres de plantes que correspon a arbres de la famíliaFabaceae naturals de Centreamèrica i importants perquè des del descobriment d'Amèrica pels espanyols es va utilitzar la seva fusta per a la producció de tints.

## Taxonomia
- Haematoxylum brasiletto H.Karst. - pal brasil, Brazilette, Peachwood (Mèxico, Centreamèrica, Colòmbia)
- Haematoxylum campechianum L. - Logwood (Mèxic meridional, Nord de Centreamèrica)